# Kundahs
Kundahs és una serralada de muntanyes al districte de Nilgiris a l'oest de Tamil Nadu, branca sud-oest de l'altiplà de Nilgiri. Els cims són rocosos i els costats amb herba i jungla; al nord hi ha el llit del riu Kundah que separa aquesta serralada del la resta de l'altiplà i al sud hi ha la vall del Bhavani. Els punts més alts són el puig Avalanche (2.636 metres), la muntanya de l'Os (2.589 metres) i el puig Makurti (2.605 metres). La vista cap a l'oest i el Bhavani, fins a la vall de l'Attapadi, és de les millors de l'Índia del sud.